# Ophioneurus nigrivena
Ophioneurus nigrivena är en stekelart som först beskrevs av Girault 1930.  Ophioneurus nigrivena ingår i släktet Ophioneurus och familjen hårstrimsteklar. Inga underarter finns listade i Catalogue of Life.